# Chalakudy
Chalakudy es una ciudad y  municipio situada en el distrito de Thrissur en el estado de Kerala (India). Su población es de 49525 habitantes (2011). Se encuentra a orillas del río Chalakudy,  a 30 km de Thrissur y a 46 km de Cochín.

## Demografía
Según el censo de 2011 la población de Chalakudy era de 49525 habitantes, de los cuales 23744 eran hombres y 25781 eran mujeres. Chalakudy tiene una tasa media de alfabetización del 97,03%, superior a la media estatal del 94%: la alfabetización masculina es del 98,09%, y la alfabetización femenina del 96,07%.